# 天国と地獄〜サイコな2人〜
『天国と地獄〜サイコな2人〜』（てんごくとじごく サイコなふたり）は、2021年1月17日から3月21日までTBS系「日曜劇場」枠で放送されたテレビドラマ。主演は綾瀬はるか。

## 企画・制作
これまで『JIN-仁-』『世界の中心で、愛をさけぶ』『白夜行』『義母と娘のブルース』など綾瀬はるか出演作品を数多く手掛けてきた森下佳子によるオリジナル脚本。
モチーフとなるのは鹿児島・奄美大島に伝わる「月と太陽の伝説」。「本当は月は太陽に、太陽は月になるはずだった」という伝説を、刑事と殺人事件の容疑者ふたりの入れ替わりに重ねて物語が展開する。
綾瀬はるかは日曜劇場に数多く出演しているが、主演は本作が初となり、高橋一生は本作が日曜劇場初出演となる。

## あらすじ
詳細は「#エピソードリスト」を参照

## キャスト

### 主要人物
望月彩子（もちづき あやこ）
演 - 綾瀬はるか(入れ替わり時:高橋一生)
本作の主人公。警視庁刑事部捜査第一課の刑事。警部補。
新月の晩に殺人事件の容疑者である日高陽斗と入れ替わる。
幼い頃から正義感が強く「…であるべき」が口癖のため、「ベッキー望月」とあだ名がつけられ、小学4年生の頃にクラスメイトから濡れ衣を着せられる不条理に遭い「理不尽を通さない世の中にしよう」と決意し警察官になり、一年前に捜査一課に配属された。犯人逮捕および事件解決への意気込みが強すぎるあまり、捜査方針を巡って衝突し暴走し、バディを組む後輩の八巻を除く警察関係者からは煙たがられており、過度の生真面目さを揶揄され河原から「風紀委員」と呼ばれている。
陸と同居している。
考え事をする際に「腕を組み、右手が当たる左腕の肘のあたりを人差し指で叩く癖」がある。ナッツをつまみにハイボールで晩酌することが好き。
ひょんな事から陽斗と入れ替わってしまい、その華麗かつサイコな変貌ぶりに周囲を戸惑わせる。
本人は陽斗と入れ替わった事で追われる身となり、中身は陽斗となった自分の身体が知らぬ間に陸と男女の関係になっていないか心配になって、陸と連絡を取ろうとする。
綾瀬はるか演じる彩子は真っ直ぐで頑な、男性的な仕上がりだが、高橋一生が演じる彩子(※身体は陽斗で中身は彩子)は自身の身体の変化と境遇のせいか、時折気弱な面を多く見せ、可愛らしい乙女の様な仕上がりとなっている。

日高陽斗（ひだか はると）〈38〉
演 - 高橋一生(入れ替わり時:綾瀬はるか)（乳児期：石井一輝、幼少期：山城琉飛）
ベンチャー企業「コ・アース」の社長。1982年9月13日生まれ。
新月の晩に警視庁の刑事である望月彩子と入れ替わる。
大手食品メーカー「サンライズフーズ」の御曹司ながら家業を継がず、若くして「コ・アース」を起業する。
起業前ボストンのMITで分子生物学の研究を行っていた。
誰とでもフラットに接し、社員たちから慕われる好青年。
考え事をする際に「右手で右の耳たぶを揉む癖」がある。ナッツアレルギーがある。
しかし、その裏には、サイコパスな殺人鬼の顔を持ち、目的の為なら手段を選ばない所がある。
殺人事件の容疑者として追われている最中、彩子と入れ替わってしまう。
彩子と入れ替わった後は性格が激変してしまい、「コ・アース」の人々を戸惑わせる。
本人は彩子の身体となった後は悠然と望月彩子として暮らし、彩子の周りの人々はその突然髪型を変え、落ち着いた大人の女性の雰囲気となった彩子に興味を持つ事となる。
彩子の身体の状態で、殺人事件の犯人となった自分自身と入れ替わった彩子と共に、事件の謎を追う。
渡辺陸（わたなべ りく）
演 - 柄本佑
彩子の家の居候。ヒモ男。彩子の夕食を作る傍ら、清掃作業や犬の散歩の代行などを行う「便利屋りっくん」というサイトを通じてバイトをしている。かつては証券会社に勤務していたが、災害ボランティアで役に立たなかったことから自分の無力さを痛感し、「無人島でも生きていける男」になるために退職し、便利屋に転身している。
かつて彩子が容疑者の情報提供を受けるため接触を図った人物からだまし討ちに遭い負傷したところに出くわし、彩子の部屋まで送り届けたことで顔見知りになり、彩子の部屋がゴミまみれであったことから部屋の清掃の仕事をするハウスキーパーという名目で彩子のアパートに出入りしだし、そのまま居候になった。
河原三雄（かわはら みつお）
演 - 北村一輝
刑事部捜査第一課の刑事。警部補。河原班主任。彩子の先輩で天敵。その言動から彩子からは影で「セク原」と呼ばれている。犯人逮捕のためなら違法な捜査も厭わない男。

### 陽斗の関係者
東朔也（あずま さくや） / 湯浅和男（ゆあさ かずお）
演 - 迫田孝也（幼少期：中川望）
陽斗の二卵性の双子の兄。1982年9月13日生まれ。福岡県出身。一連の連続猟奇殺人の黒幕。
乳幼児の頃に両親の茜と貞夫が離婚し、長男のため跡継ぎとして東家に残されて、母の茜に引き取られた弟の陽斗と生き別れとなる。
東家は旧家の資産家であったがバブル崩壊の際、四方忠良から負債を押し付けられ没落してしまい再起を図るため一家で東京に転居する。高校卒業後はパチンコ店「デンデン」に就職するも、当時の上司・田所仁志から酒を勧められたが未成年のため断ったことで執拗なパワハラを受けて"うつ病"を患い、会社から職務怠慢と決めつけられ解雇される。その後、「プロセーブ総合警備保障」の警備員として「源証券」のビル警備をしていた際、同じチームで警備員をしていた御曹司・久米幸彦の警備の失態の責任を押し付けられ解雇される。その後、都内で清掃員をしていた際、十和田元が自殺した事故物件の特殊清掃で彼の遺品である漫画「暗闇の清掃人Ø」の原稿と猟奇殺人の現場写真を持ち帰る。同じくこの頃「コ・アース」のビルの清掃を担当し弟と知らず陽斗と再会を果たし、介護する認知症の父・貞夫とケンカした晩に南桜川の歩道橋で陽斗を酒の飲み直しにつき合わせた際、彼から福岡の学校近くの歩道橋で会った男の子のエピソードを聞かされ、陽斗が生き別れの弟と気付く。
兄と気付いた陽斗から奄美大島の旅行に誘われるが、認知症の父・貞夫に「母親に会いに行くのだろう」と誤解され、アパートの外階段で言い争った時に貞夫が階段から転落死して旅行どころではなくなり、陽斗の申し出を断る。父を亡くしイチからやり直そうと湯浅和男と偽名を使い生活を始めるが陽斗に所在を発見され、膵臓がんに侵され余命半年であることを吐露すると、父の面倒を見れなかった分、膵臓がんの治療費を受け持つと申し出されるも拒否し、自殺した十和田元のアパートを清掃中に発見した漫画「真夜中の処刑人」の原稿や田所・四方・久米を含め数名の名前と住所が書かれたリスト等が入った封筒を見せ、その漫画の登場人物「クウシュウゴウ」のように「世の中のために殺したほうがいいと思う奴らを殺しこの世からおさらばする」と陽斗に連続殺人を犯すことを宣言する。しかし、陽斗が「兄さんが犯罪者になってしまうと僕が悲しい」と諭されたことで破れかぶれになり、15分早く生まれただけで長男の自分が様々な苦境に立たされていた時、次男の陽斗は不自由の無い生活を送っていたと怒りと嫉妬の入り交じった感情を爆発させ陽斗に激しく詰め寄り、周囲に散らばったリストなどを回収せず逃げるようにその場を去る。
末期の膵臓がんで居酒屋で陸と飲食後に倒れ「桜下病院」に救急搬送されるが、陸と病院を抜け出し福岡に移動。物心がついて初めて弟の陽斗と対面した小学校近くの歩道橋を訪れる。その後、発作に苦しみながらも陸と共に奄美行きの客船に乗り、偶然同じ客船に乗っていた彩子と陽斗に出くわす。一連の殺人事件の経緯などを陽斗から聞かされていた彩子から殴り付けられ、「クウシュウゴウ」という架空の人物に成りきろうとしていたことや一連の殺人事件に陽斗を「協力者」として半ば強引に巻き込んだことを非難される。その際自身が起こした殺人事件に関して陽斗は無関係なことから「陽斗だけは助けて欲しい」と懇願する。
客室のベッドで休息を取りながら、三件目の事件でリストに名前が載っていない久米正彦の息子・幸彦を殺害した理由を陽斗に告白するが、過失で陽斗の乳歯を殺害現場に落とし彼が警察に追われていることを知り茫然とする。翌朝、あと数分で奄美の港に着くタイミングで心肺停止となり、陸の懸命な心臓マッサージも虚しく息を引き取る。
九十九聖（つくも きよし）
演 - 中尾明慶（第1話・第5話・第6話・最終話）
ボストン在住の陽斗のMIT在籍時の共同研究者で、「バニッシュワンダー」の特許の共同保有者。
リモート通話を介しMIT時代の陽斗が連続強姦殺人の容疑者として捜査を受けていたことを都内の彩子に告げる。
何をやっても微妙に陽斗にかなわないことに嫉妬していたことから、陽斗が殺人事件の容疑者とされていることに乗じ、バイスター社と結託してコ・アースを買収し、共同で所有する洗浄剤の特許の名義を自分に切り替え一儲けしようと考えていたが、その目論見を彩子（陽斗）に見抜かれ、ギャンブル狂で違法賭博場にいると踏んで読み通り居たところを常習賭博罪で彩子（陽斗）に現行犯逮捕される。
陽斗が殺人事件を起こした疑いのある日は決まって新月の晩であるという情報を持ち出し、司法取引を行おうとする。

### 警視庁
八巻英雄（やまき ひでお）
演 - 溝端淳平
刑事部捜査第一課の刑事。彩子の後輩で、彩子を慕っている。捜査で彩子とバディを組む。ゆとり世代で機転が利かずズレたことをするため、彩子から「ゆとりハチマキ」と呼ばれている。
彩子が陽斗と共に歩道橋の階段から転落したのを境に様子が変わったことを不審に思い、自宅マンションにいた陽斗（彩子）に対して自分と彩子しか知り得ない情報を質問し回答させることで、陽斗と彩子の心と体が入れ替わっている事実を突き止める。
新田将吾（にった しょうご）
演 - 林泰文
刑事部鑑識課員。語尾がやたら伸びることから彩子たちからは影で「のびーる新田」と呼ばれている。
島津清司（しまづ せいじ）
演 - 渡辺翔
刑事部鑑識課員。
五十嵐公平（いがらし こうへい）
演 - 野間口徹
刑事部捜査第一課管理官。警視。いつも周りの人の顔色ばかり伺っている様子が風見鶏のようなことから彩子たちからは影で「ケロッグ五十嵐」と呼ばれている。
十久河広明（とくがわ ひろあき）
演 - 吉見一豊
刑事部捜査第一課課長。警視正。
幅健太郎（はば けんたろう）
演 - 谷恭輔
捜査第一課の刑事。河原のバディ。
一ノ瀬殺害の容疑者の似顔絵の特徴と一致する漫画のキャラクターを逮捕する真似をするおふざけをしたことで、河原が似顔絵が出鱈目な証言から作成されたものではないかという仮説を導き出す切っ掛けを与える。

### コ・アース
陽斗が起業したベンチャー企業。MITの研究で国際特許を得た殺菌力が強いプロ仕様の特殊洗剤「バニッシュワンダー」を製造販売している。
五木樹里（いつき じゅり）
演 - 中村ゆり
社長秘書。陽斗と大学の同級生だった。シングルマザー。失業で生活に困窮していた時に陽斗に雇われ恩義を感じている。
田所殺害の容疑で警察から戻ってきて以降、様子が変わってしまった陽斗（彩子）を心配していたので、陽斗（彩子）が咄嗟に警察に行く前日に階段から落ちて頭を打ちそれ以来記憶障害があると嘘をつくと、その情報を共有すると言ってコ・アースの全社員にメールを一斉送信し、行動がおかしくなったのは記憶障害のせいであったと全社員が納得する。
陽斗（彩子）から彩子（陽斗）との入れ替わりの話を打ち明けられ、陽斗は人を殺すようなことが出来る人物ではないが、兄の犯罪には加担するかもしれないと陽斗（彩子）に告げる。
富樫義貴（とがし よしたか）
演 - 馬場徹
営業取締役。前の会社で痴漢疑惑で困窮していた時に陽斗に雇われ恩義を感じている。
殺人現場で検出されたコ・アースの特殊洗剤を購入する顧客が警察からしつこく取り調べされ迷惑しており、購入契約を打ち切るとクレームを受けたので謝罪と購入継続のお願いに赴くが、陽斗（彩子）が警察は自分たちの仕事をしているだけで悪くないと言いだし、さらに顧客を激怒させてしまったので、陽斗（彩子）にあきれかえり文句を言うが、五木から社長は記憶障害になっていると報告を受け、事情も知らずに勝手なことを言ってしまったと陽斗（彩子）に謝罪する。
彩子（陽斗）の指示で陽斗（彩子）がコ・アースの社長を辞任する際、後任の社長を任されている。

### 日高家
日高満（ひだか みつる）
演 - 木場勝己（第7話・第9話・最終話）
陽斗の育ての父。食品メーカー・サンライズフーズの創業社長。
中洲の屋台「日の出らーめん」から起業し、一代でサンライズフーズを作り上げた立志伝中の人物。屋台に通ってくれた陽斗の母・茜に一目ぼれし彼女と結婚し、彼女の連れ子だった陽斗を我が子同然に育て上げた。
茜と共に生家没落後の朔也を手元に引き取りたいと申し出たが、彼の実父・貞夫の強い拒絶で叶わなかった。膵臓がんで亡くなった朔也の遺体を鹿児島県警まで出向き引き取っている。
日高優菜（ひだか ゆな）
演 - 岸井ゆきの（第4話・第6話・第7話・最終話）（2歳時：土本奈弥）
陽斗の異父妹。サンライズフーズ東京支社・経営企画室に勤務する。明るく元気で、親近感溢れる人柄。家を継がない兄の代わりに日高家の跡継ぎとして生きることを受け入れている。
五木から陽斗（彩子）が記憶障害になっていると連絡を受け、心配になり昔家族でよく通ったレストランに食事に誘ったり、相談に乗ったりしている。

### ゲスト

#### 第1話
田所仁志（たどころ ひとし）〈56〉
演 - 井上肇（第2話）
関東を中心にパチンコ店などの遊技場やネットカフェを経営する「エンタープライズデンデン」社長。「七番町デンデン社長宅殺人事件」の被害者。顔面が変形するまで殴打され撲殺されており、安楽椅子に座らされ口内にパチンコ玉を大量に詰め込まれ、左の手のひらに「Ø」のマークを付けられている状態で発見される。
松本千草（まつもと ちぐさ）〈52〉
演 - 島邑みか
ちよだヘルパー紹介所の家政婦。田所の変死体の第一発見者。
一ノ瀬正造（いちのせ しょうぞう）〈63〉
演 - 小山かつひろ
田所の殺人事件の3年前に神奈川で発生した未解決の「横浜法務省官僚殺人事件」の被害者。顔面を殴打され撲殺されており、安楽椅子に座らされた状態で、口内に破られた六法全書を大量に詰め込まれ、左の手のひらに「Ø」のマークを付けられているなど田所の殺害状況と類似点が多かったことから、田所殺害はこの横浜の事件と同一犯のシリアルキラーによる犯行と捜査が絞り込まれる。
コンシェルジュ
演 - 松岡依都美（第2話）
陽斗が住むマンション「HORIZON TOKYO」のコンシェルジュ。管理会社「常松ライフサービス」のスタッフ。田所殺害当日の陽斗の行動の裏取りのために河原からエントランスの防犯カメラの画像提出を求められるが、捜索令状が無いためそれを拒否する。
制服の女
演 - 芳野友美
河原の協力者。消費者金融勤務。「常松ライフサービス」の社員で借金に困っている人物がいないか探るよう5万円で依頼され、該当する男性社員を探し当てる。河原はその男性社員を金で懐柔し、エントランスの防犯カメラの画像を盗み出させて陽斗の事件当日の動きを把握する。

#### 第2話
弁護士
演 - 田中啓三
社長秘書の五木が陽斗を釈放するために雇ったヤメ検の弁護士。
水戸
演 -  生越千晴（第3話 - 第5話）
コ・アースの女性社員。陽斗の側近。陽斗（彩子）が入れ替わっていることを忘れて女子トイレを使用したため、化粧台の前で鉢合わせとなり悲鳴を上げる。九十九とバイスター社がコ・アース買収を仕掛けてきた際は対応に尽力している。
ジェームス
演 - マイケル・アーロン（声 - 阿座上洋平）
劇中で陽斗（彩子）が見ているテレビドラマに登場する外国人男性。ケイトと一緒に食事をし情事に及ぶ。
ケイト
演 - アナンダ ・ジェイコブズ（声 - 高野麻里佳）
劇中のテレビドラマに登場する外国人女性。
二見洋平〈10〉
演 - 町田絢（第3話）
陽斗がトラックの荷台に廃棄した革手袋（犯行の証拠品）を拾った小学生。

#### 第3話
学芸員
演 - 花ヶ前浩一
奄美大島の博物館の学芸員。陽斗（彩子）から「月と太陽の伝説」について質問を受ける。
民宿主人
演 - 酒井敏也（第6話）
奄美大島の民宿「あま風」の主人。入れ替わりの手がかりを探しに奄美大島を訪れた陽斗（彩子）に「月と太陽の伝説」のシヤカナローの花とはサガリバナのことではないかと教える。
後日、陽斗に会ったことがあるリピーター客が訪れたが、その客に陽斗のことを「日高陽斗」ではなく「東朔也」と言われたことを電話で連絡する。
科捜研の人
演 - 水野智則（第4話・第8話）
河原に依頼され革手袋の分析を行うが、手袋から採取した試料がバクテリアに分解され田所のDNAは検出されなかったと報告する。後日、屋外でバクテリアが付着するのはおかしいと仲間の科捜研のスタッフと話をしている。
久米幸彦が殺害された際、彼の飼い犬の糞から採取された異物が日高陽斗の乳歯であったことを分析から特定する。
四方忠良（よも ただよし）〈72〉
演 - 小笠原治夫（第4話）
「暁土地開発」元代表取締役社長。「東原町暁土地開発元社長宅殺人事件」の被害者。殺害状況の類似性から一ノ瀬、田所殺害の同一犯の犯行と絞り込まれる。

#### 第4話
橋下和真
演 - 横山涼
小学生・二見から革手袋を遺失物として受け取った東花川警察署・西松山交番の警察官。左の手袋と記録されていた革手袋だったが現物は右の手袋だったため、河原から記録が間違っていないか確認の電話を受ける。
グエン・チ・ミン〈28〉
演 - ファイサ
コンビニでアルバイトをする外国人留学生。殺害された四方の自宅周辺で聞き込みをしていた幅と河原に殺害時刻頃に彩子（陽斗）が四方宅に入っていくのを目撃したと証言し、容疑者の面通しに警視庁に呼ばれる直前に、河原から彩子を目撃したと証言して欲しいと賄賂を渡されるが、河原の強引な違法捜査を事前に察知した彩子（陽斗）の策略で河原が懐柔する様子を撮影することに協力する。

#### 第5話
バイスター社の財務担当
演 - 坂田聡
陽斗の殺人事件関与疑惑が外部に拡散して混乱するコ・アースを訪問し、買収の話を提案する。後に九十九と結託しコ・アースの社会的信頼を失墜させ、企業価値が下がった時点で安く買い叩こうとしていたことが判明するが、陽斗（彩子）から九十九と密会している動画を見せられ、詐欺まがいの方法で買収を仕掛けたことを不問とする交換条件にバイスター社の販売網を使いバニッシュワンダーを海外に販売することで手を打ってもらう。
　戸田一希（とだ かずき）
演 - 橋本真実（第6話）
「横浜法務省官僚殺人事件」の不審人物の目撃者。目撃情報から容疑者の似顔絵が作成されていたが、河原が似顔絵がでたらめな情報から作成されたものではないかとの結論に至り、所在を追われる。スポーツジム「STARDIUM」のスタッフとして働いていたが、顧客の個人情報を不正に売買していたことが露見して解雇されていた。ネットで知り合った「Ø」を名乗る人物に一ノ瀬の個人情報を売買しており、後に一ノ瀬が殺害されたことを知ると個人情報を売買した相手が犯人の場合、自分が情報を売買したことが発覚することを恐れ、自分の好きな漫画のキャラクターに特徴を寄せたデタラメな不審人物の目撃情報を警察に報告していた。

#### 第6話
久米正彦（くめ まさひこ）〈63〉
演 - 菅田俊
「プロセーブ綜合警備保障」代表取締役社長。「クウシュウゴウ」により歩道橋にスプレーで9の数字を落書きされ、「Ø」の殺人のターゲットとして指定された人物。陸からの情報を元に次の殺人事件のターゲットと察知した陽斗（彩子）たちが犯行を阻止するため自宅周辺を警備する。明け方、彩子（陽斗）が久米宅の塀を乗り越え逃走したため、犯行を止めることが出来なかったと思われたが、夫婦そろって朝のジョギングに出かける姿が目撃され、殺人が回避されていたことが判明する。
久米朝子
演 - 梅沢昌代
正彦の妻。清掃会社「うららクリーンサービス」を起業した女性「榊悦子」に扮した彩子（陽斗）がバスで気分が悪くなったふりをしたので席を譲り、そのお礼に自宅を清掃すると言われたことから彩子（陽斗）を清掃作業で自宅に招き入れる。
若い男
演 - 上杉柊平（第7話）
池袋西口のガード下で「40代くらいのおっさん（クウシュウゴウ）」から日が落ちるまでに歩道橋にスプレーで数字の9を落書きするよう金を渡され依頼される。陽斗（彩子）から尋問され、クウシュウゴウから金を渡されるとき右の手のひらに自分と同じように黒子があったのを見たと証言する。
十和田元（とわだ げん）
演 - 田口浩正
戸田一希から一ノ瀬の個人情報を買い取ったとされる男性。河原と幅が戸田の口座への入金記録の振込主「クウシュウゴウ」を糸口に個人を特定し消息を追うが、自殺していたことが判明する。
漫画「暗闇の清掃人Ø」の作者であり、朔也はその漫画だけでなく「横浜法務省官僚殺人事件」の一ノ瀬を殺害した状況を撮影した写真も事故物件の特殊洗浄の仕事の時に手に入れており、そのことから「横浜法務省官僚殺人事件」の真犯人であったことが示唆される。

#### 第7話
日高茜
演 - 徳永えり
朔也と陽斗の実母。故人。奄美大島出身。東貞夫との間に二卵性双生児の朔也と陽斗を儲けるが離婚することとなり、茜は朔也と陽斗を二人とも引き取ろうとしたが、姑から「長男（朔也）は置いていけ」と猛反発され、やむを得ず陽斗だけを引き取る形となった。中州のラーメン店の屋台で出会った店主の満と後に再婚する。
東貞夫
演 - 浅野和之（第9話）
朔也と陽斗の実父。旧家の資産家であったが、茜との離婚後にバブル崩壊で四方という男に負債を押し付けられ没落してしまう。その際、サンライズフーズで成功した満から陽斗の兄である朔也を引き取ることを提案されるが、プライドからその申し出を断る。
その後東京に出て再起を図ろうとするが上手くいかず、晩年は認知症を患い朔也に面倒を見てもらいながら生活していたが、朔也が陽斗から誘われた奄美大島行きの旅行のパンフレットと旅券を見つけ「母親に会いに行くのだろう」と激高して、朔也と言い争いになった際にアパートの外階段から転落して死亡している。
千田かんな
演 - 青山麻美
医療ソーシャルワーカー。彩子（陽斗）から東朔也の消息を調査するよう依頼される。その際、彩子（陽斗）は該当者を絞りやすくするために膵臓がんを患っており、トルヒノームという薬を服用している特徴を伝える。翌日、該当する人物が「桜下病院」に救急搬送されたと彩子（陽斗）に連絡する。
久米幸彦（くめ ゆきひこ）〈35〉
演 - 加治将樹（第8話）
「プロセーブ総合警備保障」経営戦略本部部長。社長・久米正彦の息子。「池中町プロセーブ御曹司宅殺人事件」の被害者。
自己中心的かつ傲慢な性格で、幸彦と面識のある人物の話によると、不祥事を起こす度に父・正彦に「揉み消し」を頼み込んでは傍若無人な振る舞いを繰り返し、大勢の人たちから怨恨を買っていた。
彩子（陽斗）が正彦の自宅に潜伏し、その付近で陽斗（彩子）と八巻が張り込んでいたのと同じ時間帯に殺害され、その殺害状況である遺体の「口の中に『タバコの吸い殻』を詰め込まれる」「左手にØの文字が書かれている」という点から田所や四方の事件であるΦの連続殺人と同一犯による犯行の可能性が高いと推測されるが、遺体の周囲が清掃されていた先の2件とは異なり血痕などの痕跡が残されている。
かつて家業の警備員として証券会社のビル警備にあたっていたが、屋内は全室禁煙で喫煙できる屋上にはその都度オートロックを解除しなければ行けなかったため「毎回ロックを解除するのが面倒」という身勝手な理由で屋上の扉を解除したままにしており、朔也からも注意されていたが、結果、窃盗犯に侵入される失態を犯す。犯人はその後逮捕されたものの、警備会社の御曹司が警備で失態を犯したことがバレれば会社のイメージダウンは避けられないことから、経緯を知った父・正彦と共謀する形で屋上の施錠を解除した濡れ衣を同じチームで警備にあたっていた朔也に被せて解雇させていた。

#### 第8話
コ・アースの女性清掃員
演 - 青木和代
かつて同僚として働いていた朔也について何故、コ・アースの清掃を辞めたか陽斗（彩子）から質問されるが、以前にも陽斗から同じ質問をされたと答える。

#### 最終話
鹿児島県警の刑事
演 - 森岡龍
朔也と行動を共にしていた陸の事情聴取をしたほか、陸に頼まれてSDカードに記録されていた映像をメールで彩子に送った。

## スタッフ
- 脚本 - 森下佳子
- 音楽 - 髙見優
- 主題歌 -  手嶌葵「ただいま」（ビクターエンタテインメント）[7]
- トリック監修 - イシイジロウ
- 警察監修 - 尾崎祐司
- 警察現場指導 - 鈴木和弘（チーム五社）
- 科学捜査監修 - 山崎昭（法科学鑑定研究所）
- 創薬・バイオ事業監修 - 小栁智義
- 創薬・特許監修 - 鷺山昌多、大門良仁
- 医療監修 - 水口義昭（やよい在宅クリニック）
- お天気 - 森朗
- 参考文献 - 『鹿児島県喜界島昔話集』（三省堂）
- 写真・動画提供 - PIXTA
- 編成・プロデュース - 渡瀬暁彦
- プロデュース - 中島啓介
- 演出 - 平川雄一朗、青山貴洋、松木彩
- 製作・著作 - TBS

## 作品の評価

### 受賞歴
- 第24回日刊スポーツ・ドラマグランプリ
  - 主演女優賞 - 綾瀬はるか[8]
- 第107回ザテレビジョンドラマアカデミー賞[9]
  - 主演女優賞 - 綾瀬はるか
  - 助演男優賞 - 高橋一生

## エピソードリスト
※ 入れ替わり後の彩子・陽斗の示し方については、肉体（魂）という形で記述する。
例：陽斗の肉体に入れ替わった彩子の魂→陽斗（彩子）
| 話数 | サブタイトル                                                                       | 初回放送日    | 演出                | 視聴率 |
| --- | ---------------------------------------------------------------------------------- | ------------- | ------------------- | ------ |
| 第一話 | 心と体が大逆転物語! 私が男でアイツが女!? 私が連続殺人犯なの!? 運命の針が今、動くー | 2021年1月17日 | 平川雄一朗          | 16.8%  |
| 警視庁捜査一課の刑事・望月彩子は七番町で発生した殺人現場に臨場すると、顔面が変形するまで殴打され口内にパチンコ玉を詰め込まれた被害者・田所仁志の変死体を目の当たりにする。その一方で清涼感のある現場に違和感を感じ犯人が現場を清掃したのではと考えていたところ、同居人・渡辺陸からニオイのない特殊な洗浄剤があることを教えてもらう。陸の情報を頼りに洗浄剤メーカー「コ・アース」の社長を尋ねると通勤電車で今朝方マスクをくれた男性・日高陽斗と再会する。彩子は陽斗に殺人事件を説明すると、発表されていない「田所は一人暮らし」という捜査情報を口にしたことから、陽斗に疑いの目を向けるが、管理官・五十嵐公平から以前の捜査のしくじりを理由に捜査を外され、天敵である先輩刑事・河原三雄に引き継ぐように指示されてしまう。名誉挽回のため手柄を立てたい彩子はバディを組む後輩刑事・八巻英雄と秘密裏に捜査を続行すると、陽斗のMIT在籍時の共同研究者・九十九聖から陽斗がボストンで連続強姦殺人の重要参考人であった情報を入手する。彩子は陽斗の事件当日の動きをシェアバイクの駐輪場にある防犯カメラの映像から探し当てるが、八巻がボストン時代の陽斗の情報を捜査会議で漏らしたため、河原に手柄を独り占めする気だろうと挑発されその映像を渡すことになる。河原に陽斗逮捕を抜け駆けされることを焦った彩子は事件当日の動向や鑑識課の新田将吾から得た殺害現場で検出されたカーキ色の革手袋の情報を元に陽斗に田所殺害を自首させようと試みるが、物証となるその革手袋を歩道橋の下を走行していた長距離トラックの荷台に廃棄されてしまう。そこで彩子は不法投棄の別件逮捕で陽斗の身柄を拘束しようとしたところ、もみ合ううちに2人は歩道橋の階段から転落し気を失い病院に搬送される。彩子は病室で目を覚ますと陽斗の体に入れ替わっており、また陽斗は彩子の体と入れ替わっていた。混乱する陽斗（彩子）の前に彩子（陽斗）が現れ、田所殺害の凶器とされる丸い石を片手に殺人事件の容疑者とそれを追う刑事の立場が逆転していることを冷静に説明され、殺人犯として逮捕されるか、協力して言うことを聞くか選択を迫られる。 |                                                                                    |               |                     |        |
| 第二話 | 決戦!? アイツと私!! アイツの身体が刑事で私の身体は殺人犯!?                         | 1月24日       | 平川雄一朗          | 14.7%  |
| 殺人犯として逮捕されることを避けたい陽斗（彩子）は仕方なく彩子（陽斗）に協力し、指示通り陽斗の自宅マンションから殺人の数々の物証が詰まった段ボールを運び出し家宅捜索を乗り切り、河原からの任意の聴取も「散歩」をアリバイに強引に押し切り、「コ・アース」の社長秘書・五木樹里が手配した弁護士の力を借り疑わしい部分は残るものの解放される。難局をどうにか乗り切った陽斗（彩子）であったが、自分と入れ替わった彩子（陽斗）が同居人の陸と何かの間違いで情事に及んでいないか心配し、「コ・アース」で取締役の富樫義貴が取り仕切る難解な言葉が飛び交う経営会議に出席しストレスを感じたことから、なんとか元の体に戻れなものかと頭を抱え、彩子（陽斗）を歩道橋に呼び出し再び階段から転落して入れ替わりを図るが元に戻ることはできなかった。一方、彩子（陽斗）は殺人事件の捜査本部が置かれた警視庁内で捜査情報を入手できることから陽斗（彩子）が逮捕されないように手を回し、プリペイドのスマホを使い陽斗（彩子）と連絡を取り捜査情報を共有するなどしていたが、そんな中、同居人の陸からの質問でスマホのロケーション履歴が陽斗（彩子）と別れた病院から密かに記録されていたことに気付き、陽斗（彩子）に裏切られていたことを知る。彩子（陽斗）はマンションを訪れ、陽斗（彩子）の好物であるというナッツを振る舞うが、陽斗は重度のナッツアレルギーを持つ体質であったためアナフィラキシーショックを発症し陽斗（彩子）はショック死しそうになる。しかしマンションのセキュリティーでその状況を外部に伝えると抵抗し、アレルギーを緩和させる薬を提供させて死を免れる。この出来事で彩子（陽斗）の狂気を悟り勝ち目がないと陽斗（彩子）が涙していたところ、病院から戻ってきて以降、彩子（陽斗）の様子が変わったことに違和感を持っていた八巻がマンションを訪問し、彼と彩子の間でしか知り得ない情報を質問され、陽斗（彩子）がその質問に答えたことから、八巻は彩子と陽斗が入れ替わっていた真実を突き止める。そして彩子（陽斗）が病院で太陽と月が入れ替わる伝説を八巻に語っていたことを教えられ、殺人の物証が詰まった段ボールに奄美大島行きのチケットの半券があったことを思い出した陽斗（彩子）は、奄美大島に入れ替わりの秘密があるのではないかと考えを巡らせる。 |                                                                                    |               |                     |        |
| 第三話 | 伝説の謎は奄美大島! アイツはここにいた!?                                           | 1月31日       | 青山貴洋            | 14.1%  |
| 入れ替わりの秘密を探るため陽斗（彩子）は奄美大島行きを決意するが、田所殺害の決定的証拠である陽斗が廃棄した革手袋をその存在を知る河原よりも先に入手しないことには逮捕されてしまうリスクが付きまとうため、警視庁に出入りできる八巻に革手袋のブランドを教えた上、すり替えることを依頼し、自身は奄美大島へと向かう。河原の根回しで革手袋を大捜索することを知った彩子（陽斗）は応援と称して革手袋の鑑識作業を手伝うことを申し出たため、彩子（陽斗）にも革手袋を奪われないよう八巻は警視庁に届けられた革手袋をすり替えるが、不注意で左の手袋を右の手袋と入れ間違える失態を犯す。彩子（陽斗）は八巻のミスを見逃さず、陽斗（彩子）に電話をかけ、警察内の協力者に手袋をすり替えさせたのではないかと揺さぶりをかける。そんな中、陽斗（彩子）は奄美大島に到着し、当地の民族博物館で入れ替わり伝説を調査し、海岸に田所殺害に使用されたのと同じ丸い石があることを発見し、宿泊した民宿に以前、陽斗が宿泊していたことを確認する。そこに八巻から革手袋の捜索が打ち切られたと連絡が入り、本物の革手袋も入手できたことから一安心していたところ、彩子（陽斗）により片側だけの手袋の写真が掲載されたサイトがあると情報が提供され、残りの片方の革手袋と思わしきものが発見され、警視庁の科捜研で田所のDNA検出が行われることになる。遂に物証を抑えられたと八巻に当たり散らすも陽斗（彩子）は自分の無力さを嘆くが、八巻から手袋から採取された試料がバクテリアに分解され田所のDNAは検出されなかったと連絡が入る。科学関係の知識がある彩子（陽斗）が故意に証拠隠滅を図ってくれたか疑念が残るものの、兎に角これで物証がなくなり逮捕される可能性が無くなったと安堵していたところに彩子（陽斗）が逆さ吊りにされた人間をゴルフクラブで滅多打ちにする動画が送信されてくる。その頃陸は廃棄した家庭ごみの中に血まみれのつなぎを発見し、彩子が捨てたのではないかと困惑する。 |                                                                                    |               |                     |        |
| 第四話 | 入れ替わりの真相!? 本当のアイツの正体                                              | 2月07日       | 松木彩              | 13.4%  |
| 陽斗（彩子）は任意で河原からの取り調べを受け、第3の猟奇殺人の犠牲者四方忠良の死亡推定時刻のアリバイを確認されるが、マンションの防犯カメラの映像により在宅が証明され、更に大捜索で発見された革手袋の持ち主であるか確認されるが、逆に警察の方が分かるのではないかとはぐらかし、証拠がないことから解放される。その直後、河原は帰り際の陽斗（彩子）が女性の彩子（陽斗）の胸ぐらをつかむ光景を目撃し、彩子（陽斗）も猟奇殺人に関わりを持つのではないかと疑うようになる。「コ・アース」に戻った陽斗（彩子）は殺人事件の捜査で洗浄剤を販売した会社が警察から執拗に取り調べを受け契約を打ち切ろうとする事案に対処するよう富樫から求められるが、殺人事件で警察が取り調べるのは当然だと口論になり、警察に呼び出されて以降人が変わったと秘書の五木から心配されたことから、警察から呼び出される前日、階段から落ちて頭を打ち記憶を失ったと咄嗟にウソをつく。すると五木によって瞬く間に社内に情報共有されウソが既成事実化し、妹の日高優菜からも心配されてしまう。血まみれのつなぎを発見し悩んでいた陸はバイト仲間で「師匠」と慕う湯浅和男に彩子（陽斗）の変貌ぶりを相談するなどし、それとなく本人に探りを入れるが鑑識で血痕が飛び散る実験を手伝った時のゴミだと話を誤魔化される。その頃、殺害された四方の屋敷周辺で聞き込みをしていた河原と、彼のバディ幅健太郎は外国人留学生のグエン・チ・ミンから、四方の死亡推定時刻頃に彩子を目撃した証言を得たことから、怪しいと睨んでいた彩子（陽斗）を取り調べに持ち込もうと、河原はグエンを買収し、彩子を目撃したと面通しで証言させようとする。しかし、河原の不穏な動きを八巻経由で知った陽斗（彩子）は入手した革手袋を彩子（陽斗）に渡すのに交換条件として邪魔になるグエンを殺害しないことを誓わせるとともに、正義を貫くため自身も破滅することを覚悟で先日送られてきた彩子（陽斗）が四方を殴打する動画を警視庁に突き出し道連れで地獄に落ちる覚悟があることを示す。そこで彩子（陽斗）は河原より先に陽斗（彩子）をグエンに接触させ、父・日高満の会社・サンライズフーズへの就職斡旋を交換条件に汚職警官の河原を捕まえたいと彼が懐柔する様子を撮影することに協力させ、その映像を警視庁に送信したことで捜査一課長の十久河広明の知るところとなり、河原は違法な捜査を叱責され、捜査から外されることになる。 |                                                                                    |               |                     |        |
| 第五話 | アイツの2つの顔と新しい容疑者の顔!?                                                | 2月14日       | 平川雄一朗          | 13.2%  |
| 彩子（陽斗）の様子が変わった原因を探ろうと、陸はこっそり彼女の私物をチェックし公園のコインロッカーのキーを発見し湯浅の協力を得てキーの複製を作成して、ロッカーの中身を確認すると、「日高はると」と宛先が書かれた手紙を発見したことから陽斗（彩子）に連絡を取り対面する。しかし、その時「コ・アース」では陽斗が殺人事件に関与した疑惑が外部に漏洩しネガティブキャンペーンで混乱しており、陽斗（彩子）は一旦会社に戻り、情報拡散者を特定するよう陣頭指揮を執り、彩子（陽斗）にも連絡を取り警察内部の情報漏洩者を探し出すよう強力を要請する。一方、過去の捜査情報のデータベース化作業に回された河原は過去の資料を読み返すうちに第1の猟奇殺人とされる神奈川の法務官僚・一ノ瀬正造の殺人事件で不審者の目撃情報を証言した戸田一希が虚偽の証言をした可能性が高いという結論に至り、戸田の居所を探すことに。日を改め再び陽斗（彩子）と対面することになった陸は、陽斗（彩子）から自分は彩子であるということを打ち明けられ、これまでの疑問の辻褄が合うことから、その発言を信じ、「日高はると」宛ての手紙に書かれていた「明日3時 学校のそばの歩道橋で待ってます」というメッセージを伝える。そんな中、バイスター社の財務担当が「コ・アース」の買収を提案するため来社し、時を同じく陽斗が反社の人間とつながりがある合成写真が出回りだしたことから、怪情報の拡散者はバイスター社で、警察の捜査情報は陽斗に嫉妬する九十九に捜査に協力するとのせられた八巻が知らず知らずのうちに漏洩してしまった可能性が高いという結論に至る。そこで陽斗と彩子は協力し、ギャンブル狂で反社との繋がりがある九十九が違法賭博場にいると踏んで読み通り居たところを彩子（陽斗）は常習賭博罪で現行犯逮捕し、陽斗（彩子）はバイスター社の財務担当に九十九と密会している動画を見せることで仕掛けられた買収話を潰し、九十九が仕掛けた「コ・アース」の乗っ取りを阻止する。陸は陽斗（彩子）からの忠告で危険な殺人犯かもしれない彩子（陽斗）から逃れるため同居するアパートを仕事を理由に抜け出していたが、彩子の密偵となるためアパートに戻ることを決意する。その頃、河原は戸田の居所を突き止め、一ノ瀬正造の殺人事件について事情聴取を行おうとしていた。 |                                                                                    |               |                     |        |
| 第六話 | もう一人のキミ現る! アイシテルのサイン                                             | 2月21日       | 青山貴洋            | 14.7%  |
| 陽斗（彩子）は「日高はると」宛ての手紙を隠していることを彩子（陽斗）に質問し手応えを感じ手紙の差出人を庇っていると考え、秘書の五木や陽斗の妹・優菜に差出人に心当たりがないか探りを入れる。その頃、河原は一ノ瀬の殺人事件の不審者を目撃した戸田を問い詰め、SNSで知り合った「Ø」を名乗る男に個人情報を売り、後に一ノ瀬が殺害されたことを知って自分が情報売買したことが発覚することを恐れ、捜査をかく乱させるためデタラメな不審人物の目撃情報を証言したことを白状させる。八巻は逮捕された九十九から司法取引を持ち掛けられ、陽斗が嫌疑をかけられた猟奇殺人は決まって新月の晩に起こることを教えられる。そんな中、彩子（陽斗）が発熱を理由に仕事を休み今日が新月の日であることから、八巻は彩子（陽斗）が新たな殺人を行うと危惧して陽斗（彩子）にそのことを連絡する。陽斗（彩子）は殺害ターゲットのリストがあったことを思い出し、次の犠牲者を特定するため、彩子（陽斗）がリストを保管してたであろう付箋が挟まれたコインロッカーを探し出し、リストを回収するよう陸に便利屋の仕事として依頼する。陸は湯浅が連れてきた多数のバイト仲間と協力しロッカーを探し当て、管理会社に暗証番号を忘れたとウソをつき中身を回収することに成功する。その頃陽斗（彩子）は八巻に手配させた車で歩道橋の近くに張り込み、彩子（陽斗）が現れるのを待ち構えていたが、若い男が歩道橋に赤いスプレーで「9」と落書きしたことからその男を問い詰めると池袋西口のガード下で「40代くらいのおっさん」から落書きするよう金を渡され依頼されことを白状する。その時陸からリストの写真が送信され、リストと共に保管されていた漫画が「Ø」という清掃作業員の青年がミスターXが数字で指名する法で裁けない悪人を殺害するという内容であることを教えられ、リストで「9」と読める警備会社社長・久米正彦がターゲットであると推測し、彼の屋敷の周辺を警備する。しかしその時には既に清掃員に変装し防犯カメラに映らない侵入経路を確認していた彩子（陽斗）が久米の屋敷に潜伏しており、明け方に屋敷の中から逃亡する姿を陽斗（彩子）が目撃したため、後を追うが取り逃がしてしまう。殺人を阻止できなかったかと思われたが久米夫婦がジョギングに出かけ、殺人は実行されなかったことを知り、陽斗（彩子）と八巻は安堵する。すると陸から「9」の落書きを消して欲しいと「クウシュウゴウ」という人物から依頼があり、実は「4」「2」の落書きを消して欲しいと以前も依頼があったことを教えられる。その頃、河原は新田の協力を受け、戸田に情報料を振り込んだ「クウシュウゴウ」の入金記録を頼りに十和田元という人物を特定するが、自殺して既に故人で、遺留品も特殊清掃業者に殆ど処分されたが「東」という清掃員が一部を持ち帰ったことが判明する。時を同じく陽斗（彩子）のスマホに以前訪れた奄美大島の民宿の主人から連絡が入り、陽斗に会ったことのあるリピーター客から話を聞くことが出来たが、その客は陽斗から「日高陽斗」ではなく「アズマサクヤ」と名乗られていたことを教えられる。 |                                                                                    |               |                     |        |
| 第七話 | サラバ愛しき関係! 明らかになる正体!?                                               | 2月28日       | 松木彩              | 14.7%  |
| 河原は「東」が十和田の遺留品の中から漫画の原稿を持ち帰ったことを知る。陽斗（彩子）、陸と八巻の3人は歩道橋の落書きを消す依頼をする「クウシュウゴウ」の正体を突き止めようと前回「9」の落書きを実行した若い男を呼び出し、「クウシュウゴウ」は右の手のひらにホクロがあるという特長を聞き出す。陸と八巻はその情報をもとに歩道橋に現れる男性の右の手のひらを確認するなどして「クウシュウゴウ」が現れるのを待ち続けたが、そこに彩子（陽斗）が現れたことから、陽斗（彩子）は奄美大島の宿の主人から聞いた「アズマサクヤ」のことを確認すると、彩子（陽斗）は明らかに動揺する。その直後、陽斗（彩子）のスマホに父・満から連絡が入り、記憶をなくして心配しているので実家に一度戻ってくるようにと告げられたことから福岡へと向かう。翌日、彩子（陽斗）は病院で火災事故でなくなった遺体の確認をしており、そこで身元不明の搬送者の世話もしているという医療ソーシャルワーカーの千田と出会ったことから膵臓がんを患っている「東朔也」という人物を探して欲しいと願い出る。陸と八巻はその後も歩道橋で「クウシュウゴウ」が現れるのを待ち続けたが、「入金しました」と陸のバイト用のSNSに連絡が入ったことから、結局「クウシュウゴウ」は現れず解散することに。陸は陽斗のマンションに戻るとそこには何故か彩子（陽斗）が待ち構えており、陸にキスをして彼が呆然としている間に東朔也が服用している薬を確認して逃げ出し、千田にその薬の名前を連絡する。陸は歩道橋で落書きを消す仕事をしている現場で何故か湯浅と遭遇したことがひっかかっていたことから漠然と湯浅が「クウシュウゴウ」なのではないかと疑念を抱き彼を居酒屋に誘い確認しようと試みるが、飲食後、湯浅が倒れたため救急車で病院に搬送される。その頃陽斗（彩子）は福岡の実家で父・満から「日高はると様」宛ての手紙の差出人は生き別れになった二卵性双生児の兄・東朔也からのもので二人は小学生の頃学校の近くの歩道橋で対面しており、陽斗は母・茜の連れ子で、朔也は実父・東貞夫に引き取られていたことを教えられる。これらの事実から彩子は双子の兄・東朔也がクウシュウゴウで、弟の陽斗と共謀して漫画の内容をなぞるように一連の殺人事件を実行したのだろうと断定する。次の日、彩子（陽斗）のもとに千田から「東朔也」と思わしき人物が病院に搬送されたという連絡が入り病院に向かうも、病院の手前で警備会社の本部部長・久米幸彦が殺害され、現場の状況から一連の猟奇殺人の可能性があると五十嵐から連絡が入り、「リストにない奴狙って、もうこれ反則だろ…」と呟き、急遽現場に臨場することになる。そして久米幸彦の殺害現場で指紋が検出されたことを知った彩子（陽斗）は「もう終わりだ…」と絶望する。その頃病室では湯浅に付き添う陸が彼の右の手のひらにホクロがあるか確認するため、包帯を剥がそうとしていた。 |                                                                                    |               |                     |        |
| 第八話 | 愛と裏切りの果て!? 運命と悲劇の大逆転                                              | 3月07日       | 平川雄一朗          | 14.8%  |
| 河原は3年前の一ノ瀬殺しは初代「クウシュウゴウ」十和田の犯行で、彼の自殺後に事故物件の清掃で漫画を入手した東朔也が感化され2代目「クウシュウゴウ」となり陽斗と結託して田所、四方を模倣犯的に殺害したと仮説を立て、彩子も2代目の犯行に関与していると睨む。陸は湯浅の右の手のひらにホクロを見つけ、彼が「クウシュウゴウ」と確信するが、意識を取り戻した湯浅の頼みで病院を抜け出す手助けをする。その頃陽斗（彩子）は秘書の五木から朔也と陽斗が奄美大島へ旅行に行こうとしたが実現しなかったと教えられる。その後、八巻から警備会社社長・久米正彦の息子・幸彦が殺害されたと一報を受け、死亡推定時刻が久米社長宅の警備中で、彩子（陽斗）をそこで目撃したことから、幸彦殺害は彩子（陽斗）には不可能なため、彩子（陽斗）は兄・朔也の犯行を止めるために動いていただけではと考えるようになる。すると八巻とともに彩子（陽斗）が「コ・アース」を訪問し、八巻が自分たちの入れ替わりに気付いていたのは既にお見通しと打ち明け、捜査の手が及び逮捕の可能性が出たので陽斗（彩子）に「コ・アース」社長を退任するよう願い出る。しかし。陽斗（彩子）は真犯人は兄・朔也で、彼の犯行を止めているだけの陽斗が逮捕されるはずがないと反論し、下手な芝居で兄を庇わず、どんな人でも殺されてもいい訳がなく、どんな理由があっても人を殺めてはいけない当たり前のルールを守るべきだと正論を突きつける。そのため彩子（陽斗）は朔也を庇うことを諦めると言い、その代わり社長を辞任することを再度願い出る。陽斗（彩子）はマンションに戻ると入手した殺人の物証が詰まった段ボールが無くなっていることに気付き陸に連絡すると、物証は彩子（陽斗）に回収されてしまい、現在「クウシュウゴウ」と思われる人物に同行中と告げられる。そこで陽斗（彩子）は東朔也の顔写真を陸に送信し、知り合いだからと言って取り逃がさないようにと釘を刺す。その頃河原は、ホンボシと睨んだ東朔也と殺害された久米幸彦の接点を秘密裏に捜査し始める。そして陽斗（彩子）が社長を退任し、富樫に引き継がせた頃、彩子（陽斗）は久米幸彦の殺人事件で特定された被疑者（東朔也）のスニーカーや衣服を調達し、彼が遺書を残し川で入水自殺した偽装工作をして捜査をかく乱させる。しかし東朔也が陸と同行中と知る陽斗（彩子）は自殺の偽装を指摘し、鑑識の新田もよくできた物証だが偽装であると見抜き、川での捜索を切り上げさせる。捜査本部では一課長の十久河が事件の新たなネタがないか部下たちに問いかけたところに河原が現れ、久米幸彦の殺害現場近くの防犯カメラに映っていた男はAI照合の結果、東朔也という人物でほぼ間違いないと分析され、彼がかつて幸彦の警備上の失態の濡れ衣を着せられ、父の正彦に不当に警備会社を解雇された怨恨があると報告、また彩子（陽斗）が死亡者検索システムで朔也の行方を追っていたことも暴露する。そのため、彩子（陽斗）は「コ・アース」の清掃員として朔也が浮上したと報告せざるをえず、時を同じくして久米幸彦の飼い犬の糞から陽斗の乳歯が発見されたと鑑識から報告が上がったことから十久河は陽斗と朔也の両名の身柄を拘束すべく緊急配備を発動する。八巻は慌てて陽斗（彩子）に緊急配備が発動されたと連絡するが、その様子を河原に目撃され問い詰められる。捜査員は陽斗（彩子）を拘束しようと「コ・アース」に大挙して現れるが、五木の機転で追っ手から逃れることに成功し、その後落ち合った五木から事情を説明してほしいと言われたことから、陽斗（彩子）は陽斗と彩子が入れ替わったことを打ち明ける。五木は陽斗（彩子）の話を信用し、陽斗は人を殺せるような人物ではないが、兄・朔也に同情し犯行に加担するかもしれないと告げ、陽斗は彩子を助けるためもう一度入れ替わってくれるのではないかと予想する。するとそのタイミングで彩子（陽斗）から呼び出され指定された歩道橋に向かうと彩子（陽斗）から「田所殺害の容疑で逮捕する」と迫られる。陽斗（彩子）は手錠、満月、凶器の石と前回入れ替わった際の条件が整ったと気付いた瞬間、2人はもみ合いになり歩道橋から転落する。 |                                                                                    |               |                     |        |
| 第九話 | 最終章前編～告白! アイツの真実の告白…永遠の時間は15分                              | 3月14日       | 平川雄一朗 青山貴洋 | 16.5%  |
| 彩子と陽斗は歩道橋から転落したことで元の体に戻る。陽斗はただ逮捕しようとしただけと主張するが、彩子は元に戻ることで自分を守ろうとしたことを見抜き、彩子は陽斗を逮捕せず、主犯の東朔也を逮捕するので兄にもう会えなくと呼びかけ、陽斗を朔也に対面させようとする。そこに八巻が捜査情報を漏洩した通話相手の位置をGPSで特定した河原が現れ、彩子が陽斗と共にいるのを怪しみ陽斗を逮捕しようとするが彼に急所を蹴られて悶絶し、その間に逃げられてしまう。彩子は陽斗を追跡する体でともに警察の緊急配備をかいくぐり、陸と連絡を取り元の体に戻ったので朔也と陽斗を対面させたい旨を伝え、現在陸と朔也は奄美大島に向かっていると教えられたため、奄美大島で落ち合うことにする。彩子は八巻に逃走用の車を手配させ陽斗と共に奄美大島へ向け移動、八巻には警察の追っ手を騙すため陽斗のクレジットカードを渡し、北へ移動させカードの使用履歴を残し、ウソの行先の工作を依頼する。八巻は彩子の指示通り仙台行きの新幹線のチケットをカードで購入し、仙台のカフェでカードを使用してウソの行先の工作を行うが、八巻のスマホのGPSを確認し、松島周辺にいることを確認した河原にはおとりであると見抜かれる。河原は彩子と陽斗の行方の手がかりを掴むため彩子のアパートに違法に潜入し、家宅捜索をして陽斗が彩子の体の時に回収した革手袋と洗浄剤のサンプルが納められた段ボールを発見、陽斗と彩子が共犯関係であると確信を強め、物証の中に奄美大島行きの飛行機の半券も見つけたことから、2人は奄美大島に逃走していると推測する。彩子は道中、陽斗から「コ・アース」の清掃員として兄と知らずに朔也と再会し、彼の右の手のひらのホクロを目撃したことを切っ掛けに彼が兄であることを突き止め、兄を奄美大島の旅行に誘ったが前日キャンセルされ仕方なく一人で奄美に行き、運命に負けている気がしたので、奄美では東朔也を名乗り兄と一緒に旅行に行ったつもりになっていたと明かされる。また、旅行から戻ると兄は清掃員の仕事を辞めアパートを引き払っており、実は結婚などしておらず認知症の父・貞夫の面倒を見ていたが奄美行きを知った父が「母親に会いに行くのだろう」と誤解して口論となり、その際に誤ってアパートの外階段から転落死してしまったことを後で知ったと告げられる。その後、乗船した奄美行きの客船で陽斗から行方不明だった朔也の居所を突き止め再会したが、その際、膵臓がんで余命半年なので自殺した殺人犯が描いた漫画のように「世の中のために殺した方がいいと思える奴らを殺してこの世からおさらばする」と言われ、たった15分早く生まれただけで辛く苦しい人生を送ってきた苦悩を吐露され、再び行方をくらまされたと告げられる。陽斗は本当に殺人をするはずなどないと高を括っていたが、朔也を待つと言った歩道橋に「2」と落書きされ、田所の屋敷を確認し行くと本当に田所が殺害されており、凶器の石や洗浄剤が置かれていたため、これは兄が通報するかどうか選択を迫っていると感じ、余命半年の兄を捕まらないようにする選択をしたと告げられる。その後同じ客船に陸と朔也も乗船していたことを知った彩子は朔也に「あんたはクウシュウゴウなんかじゃない!あんたのこと好きで心配して守ってやろうっていう人間いる!」と言いながら殴り掛かる。彩子の訴えに朔也は「どうか陽斗を守って欲しい」と懇願する。陽斗と朔也は2人きりで話をし、久米正彦から幸彦にターゲットを変更したのは、正彦の屋敷を陽斗たちが警備していたのを目撃し、これ以上陽斗を自分の行う殺人に巻き込むのはよそうと目が覚め、干渉されないようにするためターゲットを変更し、陽斗の乳歯が現場で発見されたのは、犯行後に発作を起こし、財布から薬を取り出す際に誤って財布に収めていた乳歯を落としたためだったことが明らかとなった。客船が奄美にあと30分で到着する頃、朔也は体調を崩し危篤状態に陥る。港には陽斗を確保するため警官たちが大挙して待ち構えており、その中には河原の姿が。船が寄港するとともに警官たちはいっせいに乗り込み陽斗を捕まえようとするが、陽斗は彩子にナイフを突きつけ「僕を追ってください」と言って逃亡し、デッキで「あなたに逮捕されたかった」と彩子に逮捕されるが、河原が現れ、彩子も犯人隠匿、証拠隠滅の容疑で確保されてしまう。 |                                                                                    |               |                     |        |
| 最終話 | 遺言〜アイノカタチ 魂逆転の果て…サヨナラの決断                                     | 3月21日       | 平川雄一朗 青山貴洋 | 20.1%  |
| 東朔也と話をさせてくれれば彼の居場所に案内すると陽斗から交換条件を持ち掛けられたことから、容疑者確保のため陽斗を伴い奄美大島に向かっていたという彩子の話が陽斗、八巻の証言と一致し容疑者も確保したので、彩子は始末書だけで処分を免れる。被害者が朔也の関係者ばかりのため、主犯は客船で死亡した朔也とする方向で捜査が続けられたが、陽斗が全て単独犯で実行したと犯行を認める自供をしたため、陽斗が主犯として送致されることが決定する。彩子は朔也が主犯であると主張するが、陽斗本人が認めたため覆すことが出来ず、送致取り調べも十久河の指示で河原が行うこととなる。彩子は朔也が実行犯である物証を探すため鑑識課に赴き、物証を完全に無視して陽斗の自供に載った捜査一課の捜査方針は鑑識をバカにしていると憤慨していた新田も彩子に協力し、物証を調べ直し、朔也の遺体の再検死と自宅アパートのガサ入れをすることとなる。陽斗は河原の取り調べに対し、殺人は兄に対するプレゼントで、在宅が証明された四方の殺人は防犯カメラに映らないで抜け出す方法を供述し、久米幸彦の殺人は犯行後に朔也が止めに入ったために彼の血痕などの痕跡が残ったと供述するなどして全て単独犯で矛盾なく成立する供述を行う。河原は陽斗が彩子を庇い立てするために1人で罪を被っていると見ており、彩子に対して「お前の正義感がどうなってるんか俺こそ知りたいわ」と述べ、陽斗の供述を覆させるように腹をくくる覚悟を求める。その頃、未だ鹿児島県警に滞在している陸は朔也が所持していたSDカードを手に入れていたが、田所殺害時抜き取られた防犯カメラのSDカードを探している彩子にSDカードを見たことがないとウソをつく。彩子は陽斗が送致される前、義父や妹、「コ・アース」の残された社員のことを考えて本当のことを供述するように訴えかけるが、河原から確認された供述調書を全て認め罪を一人で被ろうとする。しかし、河原は彩子のアパートから洗浄剤や革手袋など殺人に関する物証を発見したことを問い詰め、彩子が殺人に関わっていることを白状させようとするが、陽斗は彩子がしつこく嗅ぎ回ったのでアパートに忍び込んで「灯台もと暗し」で隠したのだと反論する。その時、彩子は新田から朔也は殺人事件の当日か翌日に決まって同じパン屋の紙袋を持っていることがアパート近くの防犯カメラに映っていると報告を受ける。パン屋の近くにネットカフェがあることからスマホを持たない朔也はこのネットカフェから陸に連絡を取っていた可能性があると考え、ネットカフェに聞き込みに向かう。そこでは店員から朔也がネットカフェを利用していたことは確認できたが、同時にSDカードのデータを消して欲しいと頼まれたので消してあげたと店員から聞かされ、結局物証は入手できなかった。陸は朔也の遺体が安置された鹿児島県警の霊安室に留まっていると、朔也の遺体を引き取りたいと陽斗の義父・満が訪れ、朔也に付き添ってくれたことに対して感謝の言葉をかけられる。陸は満に朔也の最後の様子を話すうちに「全部俺が悪いんだ」「陽斗だけは守ってくれ」と言い残したことを思い出し、朔也が残したSDカードを隠してしまったことに後ろめたさを感じ、陸は鹿児島県警の刑事にあることをお願いする。その頃、陽斗は供述調書にサインをしようとするが、河原は幅に調べさせた東朔也が殺害された被害者たちに虐げられた過去の辛く苦しい人生を語り始め「この殺人はお兄ちゃんの声じゃないのか」「お前にその声を奪う正義はあるのか?」と詰め寄る。そこに彩子が現れ、鹿児島県警から東朔也が田所、四方、久米の3人を殺害したことを自供する映像が送られてきたので、このまま送致すると警察は冤罪を作り出してしまうと陽斗に送らきた映像を見せ、殺人を行っていないと供述するように迫る。陽斗は尚もその映像も兄に頼んだものであるとウソをつき罪を被ろうとしたため、彩子は小学生の頃、濡れ衣を着せられて警察官になることを志しており、その自分が濡れ衣を被ろうとする男を見過ごすことは、自分の正義を捨てることになると詰め寄り、遂に陽斗に殺人をしていないことを認めさせる。彩子は自宅に戻った陸に朔也が自供する映像を鹿児島県警から送ってくれたのは陸だろうと感謝するが、陸はそのことを否定し、その日を境に姿を消して彩子の前に現れなくなってしまう。朔也が犯行を裏付ける自供をする映像などの証拠が加わり、被疑者死亡ながら東朔也は3件の殺人容疑、日高陽斗は証拠隠滅2件、死体損壊2件の容疑で送致されることになり、陽斗は懲役3年の実刑判決を受け刑務所に収監されることになる。彩子と八巻の2名は今回の殺人事件解決の手柄と本部に無断で行動したことを差し引きされた評価で警察学校の教官へと異動することとなる。3年後、彩子は刑期を終えた陽斗から会って欲しいと連絡をうけ、例の歩道橋で再会し、凶器であった丸い石を母の形見として父・満が警察から返還してもらい、朔也の墓に収めると告げ、あの時の入れ替わりは過ちを犯そうとする息子2人を母が彩子に止めてほしかったためだったのではと当時を振り返る。一通り話を終えた2人はその場を去ろうとするが、すれ違うタイミングでシヤカナローの花が描かれた奄美の石が光り、2人は再び入れ替わってしまう。 |                                                                                    |               |                     |        |

- 初回は21時 - 22時19分の25分拡大放送。
- 第二話・第九話・最終話は21時 - 22時9分の15分拡大放送。

## インターネット配信
| 配信元   | 配信期間 | 備考                 |
| -------- | -------- | -------------------- |
| TVer     | 7日      | 最新回限定で無料配信 |
| GYAO!    | 7日      | 最新回限定で無料配信 |
| TBS FREE | 7日      | 最新回限定で無料配信 |
| U-NEXT   | 過去分   | 有料配信             |

- 初回放送回の「TVer」「GYAO!」「TBS FREE」見逃し配信の合計再生数が、TBS日曜劇場枠初回放送の歴代最高記録の236万回再生を記録[12]。

## その他
- TVer限定で溝端淳平をレギュラーに各話ごとにパートナーを変えてドラマ出演者2名による副音声解説（オーディオコメンタリー）が行われている[注 9][13][14][15][16][17][18][19]。